# Ten Horns – Ten Diadems
Ten Horns – Ten Diadems er et opsamlingsalbum fra det norske black metal-band Satyricon.

## Spor
| Nr.           | Titel                      | Længde  |
| ------------- | -------------------------- | ------- |
| 1.            | ""Filthgrinder""           | 6:42    |
| 2.            | ""Dominions of Satyricon"" | 9:26    |
| 3.            | ""Forhekset""              | 4:31    |
| 4.            | ""Night of Divine Power""  | 5:49    |
| 5.            | ""Hvite Krists Død""       | 8:29    |
| 6.            | ""Mother North""           | 6:25    |
| 7.            | ""Supersonic Journey""     | 7:48    |
| 8.            | ""Taakeslottet""           | 5:52    |
| 9.            | ""Serpent's Rise""         | 3:20    |
| 10.           | ""Repined Bastard Nation"" | 5:42    |
| Total længde: | Total længde:              | 1:04:04 |